# Ульши-ле-Шато (кантон)
Ульши-ле-Шато (фр. Oulchy-le-Château) — упраздненный кантон во Франции, находится в регионе Пикардия. Департамент кантона — Эна. Входил в состав округа Суассон. Население кантона на 2011 год составляло 5704 человек.
Код INSEE кантона — 0224. Всего в кантон Ульши-ле-Шато входило 26 коммун, из них главной являлась Ульши-ле-Шато.

## Коммуны кантона
В состав кантона входили коммуны (население по данным Национального института статистики за 2011 г.):
- Амбриеф — население 63 чел.
- Арси-Сент-Реститю — население 421 чел.
- Артен-э-То — население 350 чел.
- Бёньё — население 118 чел.
- Бийи-сюр-Урк — население 215 чел.
- Брени — население 262 чел.
- Бюзанси — население 186 чел.
- Вильмонтуар — население 206 чел.
- Вьерзи — население 443 чел.
- Гран-Розуа — население 302 чел.
- Друази — население 74 чел.
- Крамай — население 131 чел.
- Кюири-Ус — население 109 чел.
- Ле-Плесье-Юлё — население 75 чел.
- Лонуа — население 102 чел.
- Мааст-э-Вьолен — население 155 чел.
- Монгрю-Сент-Илер — население 34 чел.
- Мюре-э-Крут — население 136 чел.
- Нантёй-су-Мюре — население 89 чел.
- Парси-э-Тиньи — население 250 чел.
- Розьер-сюр-Криз — население 230 чел.
- Сен-Реми-Бланзи — население 229 чел.
- Ульши-ла-Виль — население 126 чел.
- Ульши-ле-Шато — население 827 чел.
- Шакриз — население 313 чел.
- Шодён — население 218 чел.

## Экономика
Структура занятости населения:
- сельское хозяйство — 17,8 %
- промышленность — 23,7 %
- строительство — 6,9 %
- торговля, транспорт и сфера услуг — 34,6 %
- государственные и муниципальные службы — 16,9 %

## Политика
На президентских выборах 2012 г. жители кантона отдали в 1-м туре 31,1 % голосов Марин Ле Пен против 26,0 % у Николя Саркози и 21,7 % у Франсуа Олланда, во 2-м туре в кантоне победил Саркози, получивший 53,0 % (2007 г. 1 тур: Саркози — 31,3 %, Сеголен Руаяль — 20,4 %; 2 тур: Саркози — 57,5 %). На выборах в Национальное собрание в 2012 г. по 5-му избирательному округу департамента Эна они в 1-м туре отдали большинство голосов — 35,0 % — действующему депутату, кандидату партии Союз за народное движение Изабель Вассёр, но во 2-м туре в кантоне с преимуществом в 1 голос победил единый кандидат левых Жак Крабаль, получивший 39,2 % голосов (из трех кандидатов).
|  | Кандидат        | Партия                    | % голосов |
|  | --------------- | ------------------------- | --------- |
|  | Эрве Мюзар      | Союз за народное движение | 73,10     |
|  | Элизабет Анротт | Национальный фронт        | 26,90     |